# ジョルジュ・モーリス・ジャン・ブランシャール
ジョルジュ・モーリス・ジャン・ブランシャール（Georges Maurice Jean Blanchard、1877年 - 1954年11月23日）は、フランス陸軍の軍人。第二次世界大戦での18日間戦役と1940年5月フランス戦役で第1軍司令官を務めていた。

## 軍歴
1927年から1930年までライン軍司令部の幕僚を務め、1930年から1932年まで最高戦争評議会構成員のアドルフ・ギョーマ将軍（fr:Adolphe Guillaumat）の参謀長を務める。その後、将官に昇進し、1935年から1938年まで第2軍管区砲兵担当司令官そして第7軍管区司令官を務める。1939年に陸軍高等会議の構成員となり、高等軍事研究センター本部長そして高等軍事教育センター監察官を務める。
1939年9月2日、第二次世界大戦勃発の翌日に第1軍司令官に就任する。第1軍はドイツ軍機甲部隊と戦い、アニューの戦いの後、ガンブルーの戦い (1940年)（fr:Bataille de Gembloux (1940)）で戦術的勝利を重ねるが、軍は撤退を余儀なくされリールまで後退し、他の軍の再編成を試みる。フランス第1軍の部隊はリール包囲戦 (1940年)に加入する。5月23日に交通事故で死亡したガストン・ビヨット将軍の後を継いで第1軍集団司令官となる。ブランシャールはベルギー王レオポルド3世とベルギー軍を無線通話で呼び出して部隊や弾薬の処置について聞き出そうとした。5月28日にベルギー王は降伏し戦線崩壊に繋がる危機に瀕していた。この呼出しはフランス軍無線監視部のティエリ大佐によって記録されていた。指揮権を受けてから6日後の5月29日に第1軍集団は活動を停止した。
ヴィシー政権下で、1940年の退役前まで第9および第11軍管区監察官を務める。1954年11月23日に亡くなる。